# Aname munyardae
Espèce
Aname munyardae est une espèce d'araignées mygalomorphes de la famille des Anamidae.

## Distribution
Cette espèce est endémique du Pilbara en Australie-Occidentale,. Elle se rencontre vers Warrawagine.

## Description
Le mâle holotype mesure 21,60 mm, la carapace mesure 7,75 mm de long sur 6,75 mm et l'abdomen 9,38 mm de long sur 5,25 mm.

## Étymologie
Cette espèce est nommée en l'honneur de Kylie Munyard.

## Publication originale
- Castalanelli, Framenau, Huey, Hillyer & Harvey, 2020 : « New species of the open-holed trapdoor spider genus Aname (Araneae: Mygalomorphae: Anamidae) from arid Western Australia. » Journal of Arachnology, vol. 48, no 2, p. 169-213.